# Pablo de Santiago
Pablo de Santiago (Santiago de la Puebla, Salamanca, c. 1542 - † Uruguay, 29 de diciembre de 1573) fue un militar español, miembro de la expedición de Juan Ortiz de Zárate, que participó en el descubrimiento y conquista del Río de la Plata. 